# РТВ Пинк
Пинк стартира на 16 септември 1994 година като първата телевизионна станция в Сърбия, чиято програмна схема се състои само от развлекателни програми.
ТВ Пинк е първоначалният проект на Желко Митрович; днес тя е част от Пинк Медия Груп.

## Канали

### Земно покритие
- РТВ Пинк – с национално покритие в Сърбия
- Пинк М – с национално покрите в Черна гора
- Пинк БХ – с национално покрите в Босна и Херцеговина
- Пинк 15 – с национално покрите в Македония
- Пинк СИ – с национално покрите в Словения

### Сателит
- Пинк Екстра – Каналът излъчва чуждестранни спортни предавания, музика и сериали.
- Пинк Мюзик – Каналът излъчва музикални клипове.
- Пинк Нюз – Информационен канал.
- Пинк Плюс – Общ канал.
- Пинк Филм – Излъчва филми и сериали от бивша Югославия.
- Тотал Пинк – Излъчва „най-добрите“ продукции на компанията „Пинк“.
- Пинк Movies – Излъва чуждестранни филми и сериали.

### Кабел
- Пинк Кидс
- Пинк Мюзик

### Радио
- Радио Пинк
- Радио Пингвин